# سنترال کوپرتیو بانک
سنترال کوپرتیو بانک (به بلغاری: Централна кооперативна банка) شرکت خدمات مالی و بانکداری بلغارستانی است، که در زمینه ارائه خدمات، بانکداری خرد، بانکداری شرکتی و بانکداری اختصاصی فعالیت می‌کند. 
سنترال کوپرتیو بانک از تاریخ ۲۸ مارس ۱۹۹۱ فعالیت رسمی خود را آغاز نمود. شعبه مرکزی این بانک در شهر صوفیه، بلغارستان قرار دارد و دفتر بین‌المللی آن نیز در شهر نیکوزیا، قبرس مستقر می‌باشد. 